# Битва біля Дойрану
Битва біля Дойрану — битва під час Другої балканської війни між болгарською та грецькою арміями. Відбулась у червні 1913 року.
Грецькі сили після перемоги у битві під Кілкісом продовжували свій наступ на північ і атакували болгарські війська поблизу озера Дойран. Внаслідок їх перемоги болгари відступили далі на північ.

## Битва
Озеро Дойран знаходилось по правий бік болгарської лінії оборони. 2-га болгарська армія відповідала за захист цього сектора. Болгарська артилерія протягом певного часу стримувала грецький наступ.
Через декілька годин після бою болгарські війська залишили регіон та відступили на північ.